# Contea di Tailai
La contea di Tailai (泰来县S, Tàilái XiànP) è una contea della Cina, situata nella provincia di Heilongjiang e amministrata dalla prefettura di Qiqihar.